# Psaume 145 (144)
Le psaume 145 (144 selon la numérotation grecque) est attribué à David.

## Texte
| verset | original hébreu                                      | traduction française de Louis Segond                                                                                 | Vulgate latine |
| ------ | ---------------------------------------------------- | --- | --- |
| 1      | תְּהִלָּה, לְדָוִד:אֲרוֹמִמְךָ אֱלוֹהַי הַמֶּלֶךְ; וַאֲבָרְכָה שִׁמְךָ, לְעוֹלָם וָעֶד  | [Louange. De David.] Je t’exalterai, ô mon Dieu, mon roi ! Et je bénirai ton nom à toujours et à perpétuité.         | [Laudatio David] exaltabo te Deus meus rex et benedicam nomini tuo in saeculum et in saeculum saeculi                                                            |
| 2      | בְּכָל-יוֹם אֲבָרְכֶךָּ; וַאֲהַלְלָה שִׁמְךָ, לְעוֹלָם וָעֶד                 | Chaque jour je te bénirai, et je célébrerai ton nom à toujours et à perpétuité.                                      | Per singulos dies benedicam tibi et laudabo nomen tuum in saeculum et in saeculum saeculi                                                                        |
| 3      | גָּדוֹל יְהוָה וּמְהֻלָּל מְאֹד; וְלִגְדֻלָּתוֹ, אֵין חֵקֶר                | L’Éternel est grand et très digne de louange, et sa grandeur est insondable.                                         | Magnus Dominus et laudabilis nimis et magnitudinis eius non est finis                                                                                            |
| 4      | דּוֹר לְדוֹר, יְשַׁבַּח מַעֲשֶׂיךָ; וּגְבוּרֹתֶיךָ יַגִּידוּ                 | Que chaque génération célèbre tes œuvres, et publie tes hauts faits !                                                | Generatio et generatio laudabit opera tua et potentiam tuam pronuntiabunt                                                                                        |
| 5      | הֲדַר, כְּבוֹד הוֹדֶךָ-- וְדִבְרֵי נִפְלְאֹתֶיךָ אָשִׂיחָה                 | Je dirai la splendeur glorieuse de ta majesté ; je chanterai tes merveilles.                                         | Magnificentiam gloriae sanctitatis tuae loquentur et mirabilia tua narrabunt                                                                                     |
| 6      | וֶעֱזוּז נוֹרְאֹתֶיךָ יֹאמֵרוּ; וגדלותיך (וּגְדֻלָּתְךָ) אֲסַפְּרֶנָּה        | On parlera de ta puissance redoutable, et je raconterai ta grandeur.                                                 | Et virtutem terribilium tuorum dicent et magnitudinem tuam narrabunt                                                                                             |
| 7      | זֵכֶר רַב-טוּבְךָ יַבִּיעוּ; וְצִדְקָתְךָ יְרַנֵּנוּ                      | Qu’on proclame le souvenir de ton immense bonté, et qu’on célèbre ta justice !                                       | Memoriam abundantiae suavitatis tuae eructabunt et iustitia tua exultabunt                                                                                       |
| 8      | חַנּוּן וְרַחוּם יְהוָה; אֶרֶךְ אַפַּיִם, וּגְדָל-חָסֶד                  | L’Éternel est miséricordieux et compatissant, lent à la colère et plein de bonté.                                    | Miserator et misericors Dominus patiens et multum misericors |
| 9      | טוֹב-יְהוָה לַכֹּל; וְרַחֲמָיו, עַל-כָּל-מַעֲשָׂיו                    | L’Éternel est bon envers tous, et ses compassions s’étendent sur toutes ses œuvres.                                  | Suavis Dominus universis et miserationes eius super omnia opera eius                                                                                             |
| 10     | יוֹדוּךָ יְהוָה, כָּל-מַעֲשֶׂיךָ; וַחֲסִידֶיךָ, יְבָרְכוּכָה               | Toutes tes œuvres te loueront, ô Éternel ! Et tes fidèles te béniront.                                               | Confiteantur tibi Domine omnia opera tua et sancti tui confiteantur tibi                                                                                         |
| 11     | וֶעֱזוּז נוֹרְאֹתֶיךָ יֹאמֵרוּ; וגדלותיך (וּגְדֻלָּתְךָ) אֲסַפְּרֶנָּה        | Ils diront la gloire de ton règne, et ils proclameront ta puissance,                                                 | Gloriam regni tui dicent et potentiam tuam loquentur |
| 12     | לְהוֹדִיעַ, לִבְנֵי הָאָדָם--גְּבוּרֹתָיו; וּכְבוֹד, הֲדַר מַלְכוּתוֹ        | pour faire connaître aux fils de l’homme ta puissance et la splendeur glorieuse de ton règne.                        | Ut notam faciant filiis hominum potentiam tuam et gloriam magnificentiae regni tui                                                                               |
| 13     | מַלְכוּתְךָ, מַלְכוּת כָּל-עֹלָמִים; וּמֶמְשַׁלְתְּךָ, בְּכָל-דּוֹר וָדֹר         | Ton règne est un règne de tous les siècles, et ta domination subsiste dans tous les âges.                            | Regnum tuum regnum omnium saeculorum et dominatio tua in omni generatione et progenie fidelis Dominus in omnibus verbis suis et sanctus in omnibus operibus suis |
| 14     | סוֹמֵךְ יְהוָה, לְכָל-הַנֹּפְלִים; וְזוֹקֵף, לְכָל-הַכְּפוּפִים            | L’Éternel soutient tous ceux qui tombent, et il redresse tous ceux qui sont courbés.                                 | Adlevat Dominus omnes qui corruunt et erigit omnes elisos |
| 15     | עֵינֵי-כֹל, אֵלֶיךָ יְשַׂבֵּרוּ; וְאַתָּה נוֹתֵן-לָהֶם אֶת-אָכְלָם בְּעִתּוֹ      | Les yeux de tous espèrent en toi, et tu leur donnes la nourriture en son temps.                                      | Oculi omnium in te sperant et tu das escam illorum in tempore oportuno                                                                                           |
| 16     | פּוֹתֵחַ אֶת-יָדֶךָ; וּמַשְׂבִּיעַ לְכָל-חַי רָצוֹן                      | Tu ouvres ta main, et tu rassasies à souhait tout ce qui a vie.                                                      | Aperis tu manum tuam et imples omne animal benedictione |
| 17     | צַדִּיק יְהוָה, בְּכָל-דְּרָכָיו; וְחָסִיד, בְּכָל-מַעֲשָׂיו               | L’Éternel est juste dans toutes ses voies, et miséricordieux dans toutes ses œuvres.                                 | Iustus Dominus in omnibus viis suis et sanctus in omnibus operibus suis                                                                                          |
| 18     | קָרוֹב יְהוָה, לְכָל-קֹרְאָיו-- לְכֹל אֲשֶׁר יִקְרָאֻהוּ בֶאֱמֶת           | L’Éternel est près de tous ceux qui l’invoquent, de tous ceux qui l’invoquent avec sincérité ;                       | Prope est Dominus omnibus invocantibus eum omnibus invocantibus eum in veritate                                                                                  |
| 19     | רְצוֹן-יְרֵאָיו יַעֲשֶׂה; וְאֶת-שַׁוְעָתָם יִשְׁמַע, וְיוֹשִׁיעֵם             | il accomplit les désirs de ceux qui le craignent, il entend leur cri et il les sauve.                                | Voluntatem timentium se faciet et deprecationem eorum exaudiet et salvos faciet eos                                                                              |
| 20     | שׁוֹמֵר יְהוָה, אֶת-כָּל-אֹהֲבָיו; וְאֵת כָּל-הָרְשָׁעִים יַשְׁמִיד          | L’Éternel garde tous ceux qui l’aiment, et il détruit tous les méchants.                                             | Custodit Dominus omnes diligentes se et omnes peccatores disperdet                                                                                               |
| 21     | תְּהִלַּת יְהוָה, יְדַבֶּר-פִּי: וִיבָרֵךְ כָּל-בָּשָׂר, שֵׁם קָדְשׁוֹ--לְעוֹלָם וָעֶד | Que ma bouche publie la louange de l’Éternel, et que toute chair bénisse son saint nom, à toujours et à perpétuité ! | Laudationem Domini loquetur os meum et benedicat omnis caro nomini sancto eius in saeculum et in saeculum saeculi                                                |

## Usages liturgiques

### Dans le judaïsme
La plupart du temps, la prière de l’ashrei récitée quotidiennement est le psaume 145. En outre, le verset 13 du psaume fait partie de la Amidah de Rosh Hashanah. Le verset 16 se trouve dans Birkat Hamazon et les Tefillin. Le verset 21, quant à lui, est parfois récité après le Psaume 126, avant Birkat Hamazon.

### Dans le christianisme

#### Chez les catholiques
Ce psaume était traditionnellement attribué aux offices de vêpres. Depuis le haut Moyen Âge, il était récité ou chanté aux vêpres du vendredi et du samedi, selon la règle de saint Benoît, fixée vers 530. En raison de son nombre de versets, saint Benoît de Nursie divisa celui-ci en deux. Par conséquent, les versets jusqu'à Suavis Dominus universis : et miserationes ejus super omnia opera ejus étaient chantés ou récités à la fin de l'office de vêpres du vendredi. Les versets à partir de Confiteantur tibi, Domine, omnia opera tua étaient réservés à celles du semedi, le lendemain,.
Pareillement, le verset II fut adopté dans l'hymne Te Deum (verset VI).
Au regard de la liturgie des Heures actuelle, le psaume 145 est récité à l’office des lectures le dimanche de la troisième semaine et aux vêpres du vendredi de la quatrième semaine. Dans la liturgie de la messe, il est lu pour l’année A les 14e, 18e et 25e dimanches du temps ordinaire, pour l’année B le 17e dimanche du temps ordinaire, et pour l’année C le 5e dimanche de Pâques et le 31e dimanche du temps ordinaire.

## Voir aussi

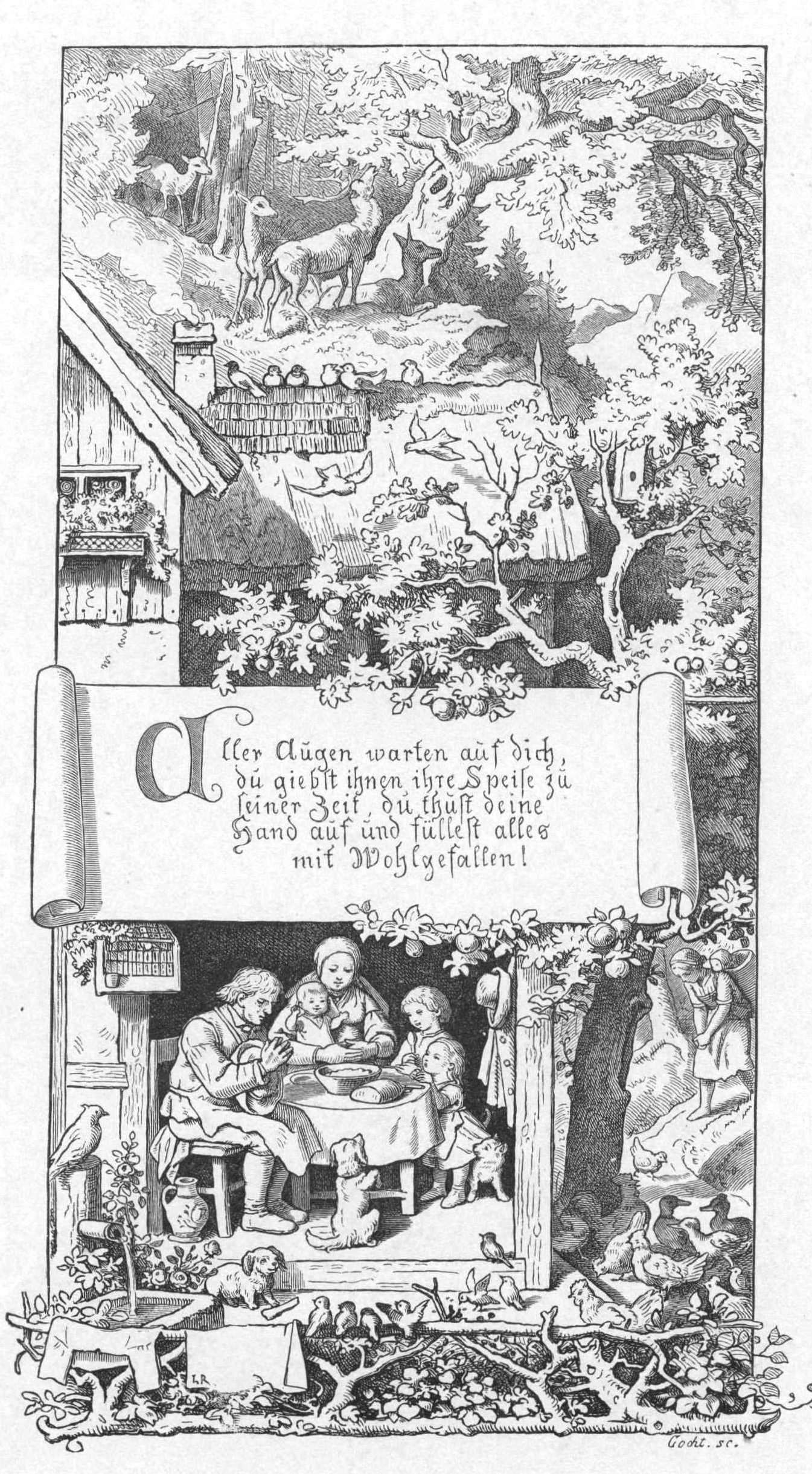
Illustration du psaume 145, versets 15 et 16 par Adrian Ludwig Richter.